# ESPN
L'ESPN, sigles d'Entertainment and Sports Programming Network, és una emissora de televisió dedicada al món de l'esport, propietat del grup americà ABC. En l'actualitat emet dos canals per cable als Estats Units, un en anglès i l'altre en castellà (ESPN Deportes).